# Тюльпанная улица (Москва)
Тюльпа́нная у́лица (название утверждено 2 августа 1966 года) — небольшая тупиковая улица в Москве, на территории района Можайский Западного административного округа.

## Описание

Карта города Кунцево 1940 года, на которой видна Почтово-Голубиная улица на месте нынешней Тюльпанной улицы

Улица проходит параллельно улице Вересаева от проезда, соединяющего улицы Вересаева и Козлова, до двора дома № 3 по Можайскому шоссе, не выходя на само шоссе.
Асфальтового покрытия улица не имеет, местами заросла. На картах обозначается только потому, что со времён города Кунцево сохранилось несколько до сих пор жилых деревянных домов, относящихся к этой улице. Фактически западная её сторона представляет собой заднюю часть застройки по улице Вересаева.

## Происхождение названия
В составе города Кунцево улица была застроена частными деревянными домами, два из которых сохранились до сих пор. На месте остальных домов — руины и пепелища. На карте 1940 года обозначена как Почтово-Голубиная улица. Позже получила название улица Мичурина — в честь биолога и селекционера И. В. Мичурина.
При включении города Кунцево в состав Москвы в 1960 году название было заменено из-за топонимических дублёров на других присоединённых территориях, улица стала Тюльпанной, что связывают с существовавшими на этой улице посадками тюльпанов, которые до наших дней не сохранились.

## Транспорт

### Наземный транспорт
По улице общественный транспорт не ходит.
Поблизости расположена автобусная остановка «Улица Вересаева», откуда ходят автобусы до ближайших станций метро:
- до метро «Кунцевская»:
  - № 45 — (66-й квартал Кунцева — Метро «Кунцевская»)
  - № 190 — (Беловежская улица — Метро «Молодёжная»)
  - № 610 — (метро Юго-западная - улица Гарасима Курина)
  - № 612 — (Метро «Кунцевская» — Троекуровское кладбище)
  - № 733 — (Аминьево — Крылатское) (только к метро «Кунцевская»)
- до метро «Славянский бульвар»:
  - № 103 — (23-й квартал Новых Черёмушек — Улица Генерала Дорохова)
  - № 157 — (Беловежская улица — Киевский вокзал)
  - № 205 — (Беловежская улица — Киевский вокзал)
  - № 231 — (Беловежская улица — Метро «Филёвский парк»)
  - № 840 — (66-й квартал Кунцева — Киевский вокзал)